# Биорегионализам
Биорегионализам је филозофија која сугерише да су политички, културни и економски системи одрживији и праведнији ако су организовани око природно дефинисаних области званих биорегиони, слично екорегионима. Биорегије су дефинисане кроз физичке карактеристике и карактеристике животне средине, укључујући границе слива и карактеристике земљишта и терена. Биорегионализам наглашава да је одређивање биорегиона такође културни феномен и наглашава локално становништво, знање и решења.
Биорегионализам је концепт који превазилази националне границе — пример је концепт Каскадије, региона за који се понекад сматра да се састоји од већине Орегона и Вашингтона, југоисточне Аљаске, крајњег севера Калифорније и западне обале Канаде, понекад такође укључујући део или цео Ајдахо и западни део Монтане. Још један пример биорегиона, који не прелази државне границе, али се преклапају са државним линијама, је Озаркс, биорегија која се такође назива висораван Озаркс, која се састоји од југа Мисурија, северозапада Арканзаса, североистока Оклахоме, југоистока Канзаса.
Биорегиони нису синоним за екорегије како их дефинишу тела као што су Светски фонд за дивље животиње или Комисија за сарадњу у области животне средине; ове последње су научно засноване и фокусиране на дивље животиње и вегетацију. Биорегиони, насупрот томе, су људски региони, информисани по природи, али са друштвеним и политичким елементом. На овај начин биорегионализам је једноставно политички локализам са еколошким основама.

## Преглед
Термин је сковао Ален Ван Њукирк, оснивач Института за биорегионална истраживања, 1975. године, који су му дали Питер Берг и Рејмонд Ф. Дасман почетком 1970-их, а заговарали су га писци као што је Дејвид Хаенке и Киркпатрик Сејл.
Биорегионалистичка перспектива супротставља се хомогеној економији и потрошачкој култури са недостатком управљања животном средином. Ова перспектива настоји да:
- Осигура да политичке границе одговарају еколошким границама.[8]
- Истакне јединствену екологију биорегиона.
- Подстиче потрошњу локалне хране где је то могуће.
- Подстиче употребу локалних материјала где је то могуће.
- Подстиче узгој аутохтоних биљака у региону.
- Подстиче одрживост у складу са биорегионом.[9]

Биорегионално мапирање је моћно средство за повећање разумевања, промену приче и утицај на политику. Добра биорегионална мапа показује слојеве геологије, флоре, фауне и насељености током времена. Сав интердисциплинарни садржај који је интегрисан у ову врсту мапе чини је одличним комуникацијским алатом за илустрацију еколошког приступа. Један од најбољих примера богато комуникативне биорегионалне мапе је нова мапа Каскадије Давида Меклоскија.

## Однос према заштити животне средине
Биорегионализам, иако сродан модерном енвиронментализму у одређеним аспектима, као што је жеља да се живи у складу са природом, разликује се на одређене начине од покрета 20. века.
Према Питеру Бергу, биорегионализам је проактиван и заснива се на стварању хармоније између људске културе и природног окружења, а не на протестима као изворни еколошки покрет. Такође, савремени еколози су видели људску индустрију као и саму по себи непријатеља стабилности животне средине, посматрајући природу као жртву коју треба спасити; биорегионалисти виде човечанство и његову културу као део природе, фокусирајући се на изградњу позитивног, одрживог односа и са социолошким и са еколошким окружењем, уместо на потпуно очување и одвајање дивљине од света човечанства.
На овај начин осећања биорегионализма одражавају осећања класичног екологије, а рани еколози као што је Хенри Дејвид Торо се понекад сматрају претходницима покрета биорегионализма.

## Историја биорегионализма
Биорегионализам се појавио 1970-их, развијајући се првенствено дуж западне обале Северне Америке, а посебно из широке коалиције песника, уметника, писаца, вођа заједница и оних који живе у земљи, као и из покрета Диггер који је израстао у Бит Син касних 1960-их у Сан Франциску, и као супротстављање мејнстрим еколошком покрету, за који су многи сматрали да је реакционаран и негативан. Замишљали су позитивну, засновану на месту алтернатива мејнстрим напорима унутар капиталистичког оквира, или оних националних држава или других међународних тела. Ово је укључивало многе различите појединце, укључујући „Питер Берг, Џуди Голдхафт, Рејмонд Дазман, Киркпатрик Сејл, Џудит Плант, Елеанор Врајт, Дог Аберлеј, Стефани Милс, Џим Доџ, Фримен Хаус, Ван Ендрус, Дејвид Хенке и Гари Шнајдер“, који раде заједно кроз фондацију Planet Drum и сличним групама како би створили нову филозофију засновану на месту коју су назвали биорегионализам.
Биорегионализам је такође директно израстао из односа са грађанским правима и Покретом америчких индијанаца, и напора да се врате њихови језици, територије и мапе, и онога што су биорегионалисти видели као глобални колапс традиционалног еколошког знања, потискивања језика и ревитализације, и наде да се мапирају преобликовање имена са „Северне Америке“ на „Острво корњача“ помогло би биорегионима да постану оквири за деколонизацију, као и тачније културно представљање и признавање аутохтоног суверенитета. Такође је израстао из покрета за грађанска права, антиратног покрета, антинуклеарног покрета, Diggers, као и све веће свести о свеприсутном еколошком загађењу, посебно у областима попут Лос Анђелеса.

### ФондацијаPlanet Drum
Почевши од 1973. године, Фондација Planet Drum у Сан Франциску постала је водећа институција која промовише биорегионализам. Објавили су серију публикација о месту, поезији, културном изразу, политици, уметности и многим другим темама. Из ове групе су почеле друге ране биорегионалне групе, као што су Frisco Bay Mussel Group, Raise the Stakes и Bioregional Bundles који ће преносити биорегионални покрет напред у наредних неколико деценија.
То је почело стварањем биорегионалних „Скупова“ које би објављивали сваке године, који би били различити од биорегиона и помогли људима у том месту да дефинишу тај биорегион. Свака коверта би садржала много различитих дела поезије, уметности, писања, научних докумената и технолошких књижица, чланака, мапа, постера, фотографија, именика и календара специфичних за одређено место. Од 1973. до 1985. Planet Drum је објавио девет пакета са темама које се крећу све до Северне Америке, Јужне Америке, Арктичког круга, Западне Африке, Марока, Пацифичког руба, Јапана и Кине. Од 1979-2000, Planet Drum је почео да објављује Raise The Stakes, Planet Drum Review, двогодишњу међународну публикацију која је постала важан централни глас за биорегионални покрет, биорегионалне организаторе широм Северне Америке и света, као и за дефинисање појма биорегион међу они који га користе. До 1990. године, Planet Drum је служио као чвор за више од 250 биорегионално оријентисаних група у Северној Америци, укључујући Канаду и Мексико, са новим покретима у Аустралији, Латинској Америци, Италији и Шпанији.

### Мари Букчин и Институт за социјалну екологију
Овај нови покрет снажно је нарастао и на ранијим радовима Марија Букчина, који је водио Институт за социјалну екологију, и био је дубоко укључен у утицање и помагање у дефинисању раног биорегионалног покрета. Ослањајући се на раније традиције почевши од Екологије и Револуционарне мисли 1964. године, Букчин се залагао за реорганизацију америчког друштва засновану на децентрализованом регионалном моделу који би сваки обухватао један биорегион или екосистем. Његова организација, Институт за социјалну екологију, сарађивала је са Фондацијом Planet Drum на повећању имплементације алтернативних облика енергије, смањењу и ограничавању емисије угљен-диоксида, антиглобализму и примени биорегионалног приступа економском развоју. За Букчина, биорегионални приступ економском развоју прихватио је једну од основних тврдњи социјалне екологије да је људска заједница у основи део укупног екосистема. Штавише, Букчин је сматрао да су људи део земаљског друштва:
Ову улогу можемо схватити и као израз својеврсног грађанства — ако о себи не размишљамо само као о грађанима града, града или насеља, већ и као о грађанима нашег екосистема, нашег биорегиона, нашег георегиона и саме земље.— Мари Букчин, Општински снови: грађанство и само-идентитет
Питер Берг је, пишући о свом искуству помагања у писању издања „Bioregions” у Coevolution Quarterly касних 70-их, радио са Букчином на коришћењу његове Екологије слободе, за коју је Берг тврдио да је „од непроцењиве помоћи да се успостави аутономна и самоуправна тон биорегионалног дискурса“.

### Биорегионални конгреси
Велика еволуција у начину дефинисања биорегиона такође се догодила упоредо са овим радом средином 1980-их и може се приписати Давиду Хенкеу (р. 1945), инспирисаном позивом Питера Берга, који је објавио „Amble towards a Continental Congress“  1976. за двестогодишњицу оснивања Сједињених Држава, Хенке је концептуализовао Конгрес заједнице Озарк области 1977. године, започео Биорегионални пројекат 1982. године, покренуо Биорегионални конгрес Озаркса 1980. године, а затим покренуо први икада Северноамерички Биорегионални конгрес 1984.
Давид Хенке ће такође бити један од оснивача Зелене партије Сједињених Држава, коју је сматрао политичком крилом биорегионалног покрета.
Давид Хенке је имао два питања која је поставио док је дефинисао биорегион:
Приликом дефинисања биорегиона постоје два главна питања која ћете морати да поставите: Која је ваша ефективна област организовања? Шта и где су ваши ресурси и потенцијални учесници? Биорегионалне границе никада нису „тврде“. Не постоји биорегионална мапа Северне Америке или света, али најближе основне мапе су ствари као што су Мапа светских биогеографских провинција Миклоша Удвардија и Теда Оберландера. Али ове провинције су огромне, садрже бројне биорегионе који још нису разграничени. Многи људи користе сливове као крајње дефинише, а ако се ваша група снажно идентификује са одређеним сливовима, хидролошке мапе истраживања могу вам помоћи да одредите границе.— Дејвид Хенке, NABC II, Proceedings 1986.
Од 1984. до 2010-их, многе регионалне групе, као што су Велика језера, Канзас, Каскадија, одржавале би регионалне „Биорегионалне конгресе“ за одређене биорегије, а затим би се сваке две године окупљале као део северноамеричког биорегионалног конгреса. Каскадија је, на пример, одржала свој први биорегионални конгрес Каскадија на Универзитету Евергрин Стејт 1986.  на ушћу реке Иш 1987. још један биорегионални конгрес 1988. у Бреитенбусху у Орегону и трећи конгрес у Лилоету у Британској Колумбији 1989. године. Ово је такође било темпирано за трећи северноамерички биорегионални конгрес који се одржао у Самишу 1988.

### Биорегионални центри за учење
Идеју о биорегионима и њиховој употреби поново је проширила Донела Медовс, ауторка The Limits to Growth 1972. године, и била је примарна претпоставка да она покрене Балатон групу 1982. године. Велики део овога за њу је био коришћење биорегиона као основе за "биорегионалне центре за учење", од којих би сваки био одговоран за дискретни биорегион. Према њеним речима, сврха биорегиона је била да:
Помоћи људима и културама широм света да развију и изразе сопствене капацитете за решавање сопствених проблема, у складу са њиховим потребама и екосистемима око њих. И чинећи то кроз јачање моћи у свим културама и народима да комбинују интелектуално знање и интуитивно знање, размишљање о земљи и живот у складу са њом, као и бројних центара у којима су смештене информације и модели о ресурсима и животној средини. Требало би да постоји много ових центара, широм света, од којих је сваки одговоран за дискретни биорегион.— Донела Медовс, Bioregional Essays: Bioregional Centres - Donella Meadows' Vision for Deep Local Change. Statement to the Belaton Group, 1982

## У политици
Северноамеричке биорегионалне скупштине се састају на двогодишњим скуповима биорегионалиста широм Северне Америке од 1984. године и довеле су до покретања Зелених партија на националном нивоу. Начела биорегионализма често користе зелени покрети, који се супротстављају политичким организацијама чије су границе у складу са постојећим изборним окрузима. Сматра се да овај проблем доводи до тога да изабрани представници гласају у складу са својим бирачима, од којих неки могу да живе ван дефинисаног биорегиона, а може бити у супротности са благостањем биорегиона.
На локалном нивоу, неколико биорегија има конгресе који се редовно састају. На пример, биорегион Плато Озарк је домаћин годишњег Конгреса заједнице Озарк Ареа, познатијег као OACC, који се састаје сваке године од 1980. најчешће првог викенда у октобру. Слив Канзаса, "KAW" је основан 1982. године и од тада се редовно састаје. KAW одржава годишњи састанак, обично у пролеће.
Влада канадске провинције Алберта је 2007. године створила „оквирне регионе коришћења земљишта“ који отприлике одговарају сваком већем речном сливу у провинцији. Ово је подржано од стране локалних иницијатива као што је Бивер Хилс Инитиативе за очување екорегије која обухвата Национални парк Елк Исланд и околину.